# Bajada del Agrio
Bajada del Agrio es una localidad del departamento Picunches, en la provincia del Neuquén, Argentina.

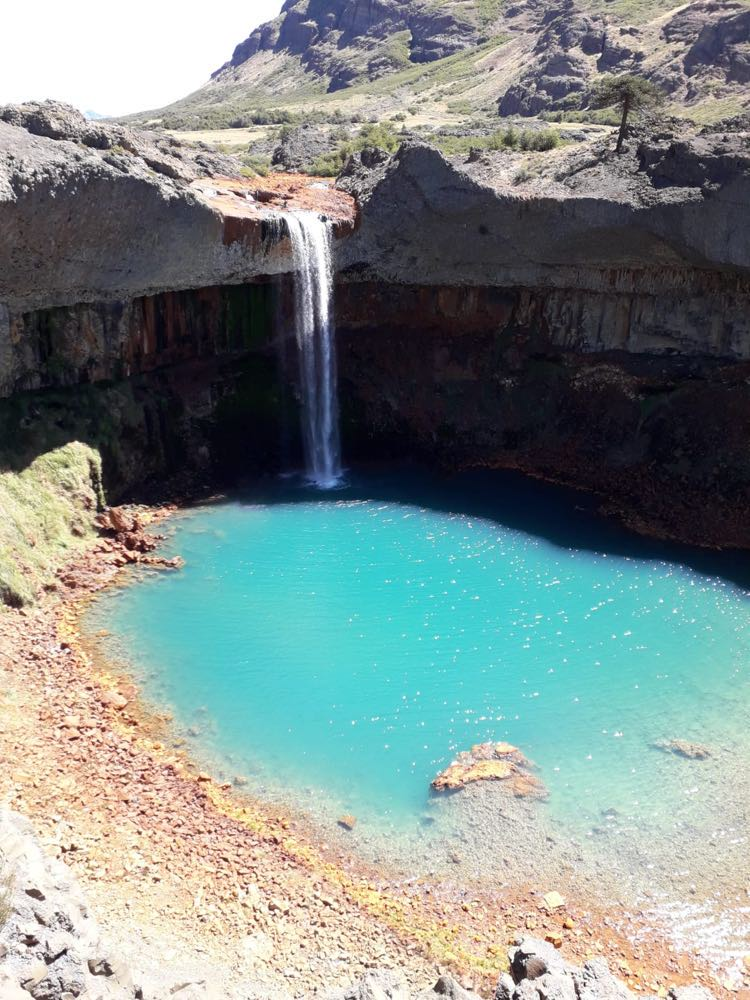
La Bajada del Agrío- departamento Picunches - provincia de Neuquén

Se encuentra sobre el Río Agrio, afluente del río Neuquén, a 60 km al norte de Zapala a través de la RP 14; también se encuentra próxima a la RP 10 y la RN 40.

## Población
Contó con 884 habitantes (Indec, 2010), lo que representó un incremento frente a los 872 habitantes (Indec, 2001) del censo anterior. La población se compuso de 432 varones y 452 mujeres, lo que arrojó un índice de masculinidad del 95.58%. En tanto, las viviendas pasaron de a ser 243 a 337.
Según el censo 2022 se conoció una población dentro del municipio de 1,068 habitantes y 493 viviendas.
| Gráfica de evolución demográfica de Bajada del Agrio entre 1991 y 2022 |
|                                                                        |
| Fuente: Censos nacionales del INDEC                                    |